# هوانغ دا
هوانغ دا (في اللغة الصينية: 黄达; في نظام بينيين: Huáng Dá) اقتصادي صيني من مواليد 22 فبراير 1925. كان رئيس جامعة رينمين الصينية . يعتبر مؤسس البحوث المالية الحديثة في الصين.

## الحياة المهنية
ولد هوانغ دا في تيانجين لعائلة مثقفة عام 1925. تلقى تعليمه في جامعة هوابي يونين، والتي عرفت لاحقًا باسم جامعة رينمين الصينية. كان رئيسًا لجامعة رينمين الصينية من 1991 إلى 1994. كان عضوًا مؤسسًا في لجنة السياسة النقدية لبنك الشعب الصيني ، من 1997 إلى 1999. يشتهر هوانغ بشكل خاص بـ «كتبه المدرسية الأربعة» في التمويل -الكتاب الأول: حول الأسئلة المالية الاشتراكية (1981 ، 社会主义 财政 金融 问题) ، الكتاب الثاني: مقدمة لميزان الائتمان والتمويل العام (1984 ، 财政 信贷 综合 平衡 导论) ، الكتاب الثالث: اقتصاديات المال والبنوك (1992، 货币 银行 学)، والكتاب الرابع: التمويل (2004، 金融 学).

## روابط خارجية
- ملف تعريف هوانغ دا في موقع جامعة رينمين بالصين